# Danh sách phim VTV phát sóng năm 2018
Đây là danh sách phim VTV phát sóng trong năm 2018.
←2017 - 2018 - 2019→

## Phim Tết Nguyên Đán
Những bộ phim này phát sóng từ 13:10 đến 14:00 các ngày từ 30 Tết đến mùng 3 Tết trên kênh VTV3.
| Thời gian       | Tên                        | Số tập | NSX | Đoàn làm phim | Bài hát chủ đề | Thể loại            | Ghi chú                                 |
| --------------- | -------------------------- | ------ | --- | --- | -------------- | ------------------- | --------------------------------------- |
| 15 - 18 tháng 2 | Con hảo hán, ba không ngán | 4      | VFC | Hoàng Sơn, Lê Mạnh (đạo diễn); Cao Thị Hằng (kịch bản); Lê Bình, Hoàng Sơn, Phương Dung, Quốc Huy, Ngô Phương Anh, Khả Như, Lê Hoàng, Lê Trang, Mạc Văn Khoa... |                | Gia đình, nông thôn | Còn gọi là Con hảo hán, tía không ngán. |

## VTV1 - Phim truyện giờ vàng
- Lưu ý: Bắt đầu từ 26 tháng 11, khung giờ này trở thành khung giờ dành riêng cho phim do VFC sản xuất.

### Phim thứ Hai - thứ Tư
Những bộ phim này phát sóng từ 20:45 đến 21:30 các ngày từ thứ Hai đến thứ Tư trên kênh VTV1.
| Thời gian                | Tên                 | Số tập | NSX                | Đoàn làm phim | Bài hát chủ đề                                         | Thể loại            | Ghi chú |
| ------------------------ | ------------------- | ------ | ------------------ | --- | ------------------------------------------------------ | ------------------- | --- |
| 22 tháng 1 - 2 tháng 5   | Đánh tráo số phận   | 34     | Phương Sáng Film   | Trần Chí Thành (đạo diễn); Châu Ngọc (kịch bản); Nhung Kate, Trương Nam Thành, Như Yến, Kim Phượng, Lý Anh Tuấn, Lan Phương... | Tìm lại yêu thương Trở về Trình bày: Trần Phương Mai   | Tội phạm, hành động | Sản xuất năm 2016. |
| 7 tháng 5 - 28 tháng 8   | Mỹ nhân Sài Thành   | 49     | VTV và Cát Tiên Sa | Lê Cung Bắc (đạo diễn); Đinh Thiên Phúc (kịch bản); Ngân Khánh, Khánh My, Dương Mỹ Linh, Lý Hùng, Lê Bình, Huỳnh Đông, Thành Được, Đình Hiếu, Toronto Thành, Bryan David, Mai Sơn Lâm, Bích Hằng, Quốc Tân, Nguyễn Hậu, Khánh Huyền, Thương Tín, Hoài Thu, Thu Trang, Trần Tường, Huỳnh Trường Thịnh, Lê Vinh, Robert Dũng, Trần Thúy Phượng, Phương Mai, Sơn Thái, Yu Dương, Bùi Vũ Long, Kim Chi, Ôn Bích Hằng... | Tình phù du Trình bày: Cẩm Vân                         | Lịch sử             | Ban đầu phim dự kiến sản xuất 100 tập, nhưng được rút ngắn còn 49 tập. Sản xuất năm 2014.                                                             |
| 29 tháng 8 - 23 tháng 11 | Trang trại hoa hồng | 35     | VTV và Ceco Film   | Dương Nam Quan (đạo diễn); Nguyễn Thiên Vỹ (kịch bản); Đoàn Thanh Tài, Ngọc Lan, Quốc Huy, Tú Vi, Huỳnh Kiến An, Hứa Minh Đạt, Ngọc Hùng, Băng Khuê, Nam Thư, Minh Cường, Thanh Tuấn, Bích Hằng... | Mơ hoa hồng Sáng tác: Phạm Hải Âu Trình bày: Uyên Linh | Lãng mạn            | Bộ phim cuối cùng và cũng là phim xã hội hóa cuối cùng phát sóng trong khung giờ này. Tập 34 - 35 phát sóng vào thứ Năm - thứ Sáu. Sản xuất năm 2014. |

### Phim thứ Năm - thứ Sáu
Những bộ phim này phát sóng từ 20:45 đến 21:30 thứ Năm và thứ Sáu trên kênh VTV1.
| Thời gian                | Tên                                 | Số tập | NSX                  | Đoàn làm phim | Bài hát chủ đề                                       | Thể loại           | Ghi chú                                                                                           |
| ------------------------ | ----------------------------------- | ------ | -------------------- | --- | ---------------------------------------------------- | ------------------ | ------------------------------------------------------------------------------------------------- |
| 25 tháng 1 - 14 tháng 6  | Tình khúc bạch dương                | 36     | VFC                  | Vũ Trường Khoa (đạo diễn); Đặng Diệu Hương, Phạm Kim Ngân, Nguyễn Hải Anh (kịch bản); Thanh Mai/Minh Trang, Chi Bảo/Huỳnh Anh, Lê Vũ Long, Hoa Thúy/Huỳnh Hồng Loan, Công Lý, Kiều Anh, Bình An, Nhã Phương, Quang Tuấn, Phan Minh Huyền, Trọng Trinh, Quỳnh Kool... | Mãi chỉ là giấc mơ Sáng tác và trình bày: Tùng Dương | Lãng mạn, hôn nhân | Dựa theo tiểu thuyết "Tình khúc Lavanda" của FBKN.                                                |
| 12 tháng 7 - 16 tháng 11 | Hạnh phúc không có ở cuối con đường | 33     | VTV & Khải Hưng Film | Nguyễn Khải Hưng (đạo diễn); Đỗ Trí Hùng (kịch bản); Thùy Dương, Hồng Quang, Kiều Thanh, Diệu Thuần, Trần Chí Trung, Hương Dung, Trần Đức, Khuất Quỳnh Hoa... | Hạnh phúc chỉ vậy thôi Trình bày: Hoàng Quyên        | Hôn nhân           | Trước đó là 6 tập đầu của Quỳnh búp bê. Bộ phim cuối cùng trong khung giờ này. Sản xuất năm 2014. |

- Lưu ý: Do phim Hạnh phúc không có ở cuối con đường kết thúc trước Trang trại hoa hồng một tuần, 5 tập cuối của bộ phim Trang trại hoa hồng được phát sóng từ thứ Hai đến thứ Sáu (19 - 23 tháng 11). Sau đó, 2 khung giờ đã được hợp nhất để chỉ phát 1 phim/tuần. Phim mới Kẻ ngược dòng lên sóng nhưng dừng sau 4 tập và thay thế bằng việc phát lại phim Làn môi trong mưa (2012). Sự thay đổi này nằm trong kế hoạch điều chỉnh khung phát sóng của VTV cho năm 2019. Theo đó, ở khung phát sóng mới trên VTV1, khung phim 45 phút đã được thay thế bằng khung phim 30 phút.[7][8]

## VTV3 - Phim truyện giờ vàng

### Line-up 1
Những bộ phim này phát sóng từ 20:00 đến 20:30 các ngày từ thứ Hai đến thứ Năm trên kênh VTV3.
| Thời gian                                 | Tên                        | Số tập          | NSX                 | Đoàn làm phim | Bài hát chủ đề | Thể loại           | Ghi chú                                     |
| ----------------------------------------- | -------------------------- | --------------- | ------------------- | --- | -------------- | ------------------ | ------------------------------------------- |
| 1 tháng 1 - 1 tháng 11                    | Xin chào hạnh phúc - Mùa 2 | Tập 101 đến 271 | VTV và VietCom Film | Nguyễn Bảo Trâm (đạo diễn và biên kịch); nhiều nghệ sĩ khác |                |                    | Một series bao gồm nhiều series ngắn.       |
| 5 tháng 11 năm 2018 - 15 tháng 1 năm 2019 | Mẹ ơi, bố đâu rồi?         | 42              | VFC                 | Bùi Tiến Huy (đạo diễn); Đỗ Trí Hùng, Lê Huyền (kịch bản); Lê Khanh, Hoàng Sơn, Diễm Hằng, Quỳnh Kool, Lê Na, Quang Thắng, Vinh Kiên, Mạnh Quân, Nguyễn Tuấn Anh, Đức Khuê... Cameo: Lan Phương, Thanh Sơn, Jimmii Khánh, Quang Minh, Lê Mai, Minh Vượng... |                | Gia đình, hài kịch | Dựa theo series phim Mỹ "Last Man Standing" |

### Line-up 2

#### Phim thứ Hai - thứ Ba
Những bộ phim này phát sóng từ 21:40 đến 22:30 thứ Hai và thứ Ba trên kênh VTV3.
- Lưu ý: Bắt đầu từ 11 tháng 6, bộ phim Ngày ấy mình đã yêu chính thức lên sóng và trở thành là khung giờ dành riêng cho phim do VFC sản xuất.

| Thời gian | Tên                  | Số tập                                | NSX             | Đoàn làm phim | Bài hát chủ đề                                                                                                 | Thể loại | Ghi chú |
| --- | -------------------- | ------------------------------------- | --------------- | --- | --- | -------- | --- |
| 29 tháng 1 - 5 tháng 6                                                                                                  | Mộng phù hoa         | 36                                    | Khang Việt Film | Quế Ngọc, Nam Yên (đạo diễn); Nguyễn Chương (kịch bản); Kim Tuyến, Thân Thúy Hà, Tường Vi, Hà Việt Dũng, Quốc Trường, Nhan Phúc Vinh, Dương Hoàng Anh, Võ Hiệp, Yến Nhi, Lê Vinh, Huỳnh Kiến An, Kiều Linh, Kyle Raymond Grant, Thái Tú Anh, Khôi Trần, Hữu Thạch, Phi Điểu, Thanh Hiền, Huỳnh Nhi, Mai Trần, Guy Jourdan, Oanh Kiều...                                             | Kiếp xuân muộn Sáng tác: Bùi Quốc Bảo Thể hiện: Nguyên Hà Cứ yêu cứ vui Sáng tác: Bùi Quốc Bảo Thể hiện: Vy Vy | Thời xưa | Bộ phim xã hội hoá cuối cùng phát sóng trong khung giờ này. Tên cũ: Người đàn bà quyến rũ. Hoãn 1 tập ngày 19 tháng 2 để phát sóng các chương trình dịp Tết Nguyên Đán Mậu Tuất 2018. Hoãn 1 tập ngày 20 tháng 3 do sự kiện đặc biệt. Sản xuất năm 2017. |
| 11 tháng 6 - 28 tháng 8                                                                                                 | Ngày ấy mình đã yêu  | 24                                    | VFC             | Nguyễn Khải Anh (đạo diễn); Nguyễn Thu Thủy, Thủy Vũ, Thu Trang (kịch bản); Nhã Phương, Lương Thế Thành, Nhan Phúc Vinh, Bảo Thanh, Chí Thiện, Xuân Nghị, Tam Triều Dâng, Ngân Quỳnh, Phương Dung, Hoàng Sơn, Andrea Aybar, Anh Tài, Đan Lê, Văn Anh... Cameo: Hoàng Thùy Linh | Only You Sáng tác: Elvis Presley Gọi Thơ: Hữu Việt Nhạc: Xuân Phương                                           | Lãng mạn | Dựa theo phim truyền hình Hàn Quốc Discovery of Love. Tên cũ: Tình yêu tìm thấy. |
| 3 tháng 9 - 20 tháng 11 Ngoại truyện: 21 tháng 11 (VTV Giải Trí) Lần đầu: 15 tháng 6 - 6 tháng 7 (VTV1, dừng phát sóng) | Quỳnh búp bê         | 28+1 Tập 1 - 6: VTV1 Tập 7 - 28: VTV3 | VFC             | Mai Hồng Phong (đạo diễn); Phạm Kim Ngân, Đặng Minh Châu, Mai Việt, Nguyễn Thu Thủy (kịch bản); Phương Oanh, Nguyễn Hải, Thu Quỳnh, Doãn Quốc Đam, Thanh Hương, Minh Tiệp, Trọng Lân, Tuấn Anh, Hải Hà, Hải Anh, Quỳnh Kool, Mạnh Quân, Đồng Thanh Bình, Hồng Liên, Cao Diệp Anh, Thu Huyền, Thu Trang, Phi Yến, Diệp Anh, Duy Hưng, Trương Hoàng... Ngoại truyện: Hà Hương (cameo) | | Tội phạm | Ngừng phát sóng trên VTV1 sau 6 tập do phản hồi của khán giả về cảnh nóng. Hoãn 2 tập ngày 24 - 25 tháng 9 do sự kiện đặc biệt. Dựa trên câu chuyện có thật.                                                                                             |
| 26 tháng 11 năm 2018 - 2 tháng 4 năm 2019                                                                               | Chạy trốn thanh xuân | 36                                    | VFC             | Vũ Minh Trí, Nguyễn Đức Hiếu (đạo diễn); Nguyễn Thu Thủy, Mai Diệp (kịch bản); Mạnh Trường, Lưu Đê Ly, Huỳnh Anh, Phan Minh Huyền, Chiều Xuân, Hoàng Hải, Hoa Thúy, Thanh Tú, Bình An, Phạm Ngọc Anh, Đỗ Hiệp, Thạch Thu Huyền, Lâm Đức Anh, Thùy Dương, Nguyễn Ngọc Anh, Phan Thắng, Trọng Trinh...                                                                                | Đừng như thói quen Sáng tác: Dương Khắc Linh Trình bày: Jaykll, Sara Lưu.                                      | Lãng mạn | Tên cũ: Oan gia xóm trọ. Hoãn 2 tập vào ngày 4 - 5 tháng 2 năm 2019 để phát sóng các chương trình dịp Tết Nguyên Đán Kỷ Hợi 2019. |

#### Phim thứ Tư - thứ Năm
Những bộ phim này phát sóng từ 21:50 đến 22:40 thứ Tư và thứ Năm trên kênh VTV3.
| Thời gian                                  | Tên                          | Số tập | NSX | Đoàn làm phim | Bài hát chủ đề                                                                         | Thể loại         | Ghi chú |
| ------------------------------------------ | ---------------------------- | ------ | --- | --- | -------------------------------------------------------------------------------------- | ---------------- | --- |
| 29 tháng 8 - 13 tháng 12                   | Yêu thì ghét thôi            | 30     | VFC | Trịnh Lê Phong (đạo diễn); Lê Huyền (kịch bản); Đình Tú, Phương Anh, Vân Dung, Chí Trung, Quang Thắng, Vũ Thu Hoài, Ngọc Dũng, Hoàng Thu Trang, Hồng Hạnh, Hải Anh, Đỗ Duy Nam, Anh Dũng, Mạnh Hưng, Lương Thanh... | Yêu thì ghét thôi Trình bày: Hồng Phi Có những ngày Trình bày: Hồng Nhung và Thu Trang | Hài kịch         | Tức Ghét thì yêu thôi 2. Hoãn 2 tập ngày 26 - 27 tháng 9 do sự kiện đặc biệt. |
| 19 tháng 12 năm 2018 - 18 tháng 4 năm 2019 | Những cô gái trong thành phố | 34     | VFC | Vũ Trường Khoa (đạo diễn); Đặng Tất Bình, Lê Anh Thúy (kịch bản); Lương Thu Trang, Nguyễn Kim Oanh, Hoàng Mai Anh, Lương Thanh, Công Lý, Thúy An, Viết Thái, Thu Huyền, Chí Nhân, Thúy Hà, Bình An, Mạnh Dũng, Ngọc Tản, Anh Thơ, Hằng Nga, Sùng Lãm, Ngọc Crystal Eyes, Trần Nhượng, Hồng Nhung, Hà Anh, Hồng Liên... | Giấc mơ muộn màng Trình bày: Bằng Kiều Cơn mưa ngang qua Trình bày: Khánh Linh         | Tâm lý, lãng mạn | Lấy cảm hứng từ bộ phim Những cánh hoa trước gió (2015). Hoãn 2 tập ngày 6 - 7 tháng 2 năm 2019 để phát sóng các chương trình dịp Tết Nguyên Đán Kỷ Hợi 2019. Tên cũ: Cơn mưa ngang qua. |

## VTV3 - Phim truyện chiều cuối tuần
Bắt đầu từ 10 tháng 3 năm 2018, khung giờ Rubic 8 đã dừng phát sóng. Một khung phim mới lên sóng với sự hợp tác giữa VTV và Mega GS.
Những bộ phim này phát sóng từ 14:00 đến 14:45 thứ Bảy và Chủ Nhật trên kênh VTV3.
| Thời gian                | Tên                 | Số tập | NSX     | Đoàn làm phim | Bài hát chủ đề                  | Thể loại | Ghi chú                                                                |
| ------------------------ | ------------------- | ------ | ------- | --- | ------------------------------- | -------- | ---------------------------------------------------------------------- |
| 10 tháng 3 - 15 tháng 7  | Nếu còn có ngày mai | 38     | Mega GS | Hoàng Tuấn Cường (đạo diễn); Nguyễn Thị Mộng Thu (kịch bản); Bella Mai, Sam, Quang Tuấn, Quốc Trường, Thân Thúy Hà, Quốc Cường, Yến Nhi, Hạnh Thúy, Thanh Hằng, Quang Khải, Mai Bảo Ngọc, Lê Bình... | Con ghẻ Trình bày: Nhật Kim Anh | Gia đình |                                                                        |
| 21 tháng 7 - 30 tháng 12 | Cung đường tội lỗi  | 46     | Mega GS | Hoàng Tuấn Cường (đạo diễn); Nguyễn Thị Mỹ Hà, Ngọc Thuận (kịch bản); Xuân Văn, Hồ Giang Bảo Sơn, Trương Nam Thành, Huỳnh Hồng Loan, Kim Xuân, Thư Nguyễn, Mỹ Dung, Lê Khâm, Đức Sơn, Thân Thúy Hà, Quốc Trường, Bella Mai, Trọng Nhân, Huỳnh Anh Tuấn, Hải Băng, Ngọc Trai, Mỹ Uyên, Võ Hiệp, Nguyễn Châu, Khánh Nam, Ngân Quỳnh, Lan Anh, Đình Hiếu, Thanh Ngọc, Thảo Ly... |                                 | Gia đình | Hoãn 2 tập ngày 6 - 7 tháng 10 do sự kiện đặc biệt. Sản xuất năm 2016. |

## VTV3 - Phim ngắn cuối tuần
Khung phim mới kể từ cuối năm 2018 với thời lượng 15 phút.
Những bộ phim này phát sóng từ 21:00 đến 21:15 thứ Bảy và Chủ Nhật trên kênh VTV3.
| Thời gian                                | Tên                  | Số tập | NSX | Đoàn làm phim | Bài hát chủ đề | Thể loại             | Ghi chú |
| ---------------------------------------- | -------------------- | ------ | --- | --- | -------------- | -------------------- | ------- |
| 2 tháng 12 năm 2018 - 3 tháng 3 năm 2019 | Đen thôi, đỏ quên đi | 25     | VFC | Bùi Quốc Việt, Nguyễn Đức Hiếu, Lê Đỗ Ngọc Linh (đạo diễn); Đỗ Thủy Tiên (kịch bản); Lê Na, Kiều My, Tuyết Bít, Tun Phạm, Đỗ Hiệp, Dũng Lê, Hồng Anh, Thanh Sơn, Đình Tú, Lương Giang, Hương Giang, Tiến Lộc, Bé Kitty, Thanh Vân Hugo... |                | Hài kịch, trường học |         |

## VTV8 - Phim truyện tối
Những bộ phim này phát sóng từ 21:10 đến 22:00 các ngày từ thứ Hai đến thứ Tư trên kênh VTV8.
| Thời gian                 | Tên                | Số tập | NSX             | Đoàn làm phim | Bài hát chủ đề                            | Thể loại | Ghi chú |
| ------------------------- | ------------------ | ------ | --------------- | --- | ----------------------------------------- | -------- | --- |
| 20 tháng 8 - 20 tháng 11  | Cõi mộng           | 40     | VTV & LEO Media | Võ Việt Hùng, Nguyễn Tấn Phước (đạo diễn); Đặng Thanh (biên kịch); Thanh Điền, Mỹ Uyên, Hà Trí Quang, Hoài Trang, Quang Tuyến, Quốc Huy, Anh Tú, Thiên Kim, Thùy Trang, Phương Ngân, Thạch Kim Long, La Ngọc Duy, Bích Hằng, Ngọc Hạnh, Mai Trần, Trần Kim Lợi, Như Yến, Quang Minh, Ngọc Hậu, Thùy Linh, Phương Thảo, Phương Minh, Minh Hảo, Diễm Trinh... | Vẫn như lúc đầu Trình bày: Châu Đăng Khoa | Âm nhạc  | Hoãn 1 tập vào ngày 11 tháng 9 do sự kiện đặc biệt. Sản xuất năm 2014. |
| 21 tháng 11 - 31 tháng 12 | Dạ khúc nguyệt cầm | 17/30  | VTV & LEO Media | Vương Quang Hùng (đạo diễn); Phan Ngọc Liên (biên kịch); Việt Hương, Hòa Hiệp, Đông Dương, Kim Hiền, Ngọc Lan, Quốc Bảo, Hoàng Mập, Tuyết Trinh, Hồng Nhung, Kiều Linh, Mai Sơn, Thái Chí Hùng, Phi Phụng, Thanh Ngọc, Hoài Ân, Lê Trung, Tăng Du Hạo, Duy England, Hồng Anh, Quang Minh, Nguyễn Đoàn, Như Ý, Thanh Vy, Minh Thông, Đình Hiếu...            | Đời như ý Trình bày: Đông Dương           | Âm nhạc  | Chuyển thể từ truyện ngắn "Đời như ý" của nhà văn Nguyễn Ngọc Tư. Dừng phát sóng sau 17 tập do thay đổi về khung giờ phát sóng. Sau này được phát sóng đầy đủ trong các khung giờ phát lại trên các kênh khác của VTV. Sản xuất năm 2015. |

## Phim không định kỳ
Những bộ phim này được lưu kho và lên sóng trong khung giờ thông thường dành cho phim truyện phát lại.
| Thời gian                                  | Tên                   | Số tập | NSX          | Đoàn làm phim | Bài hát chủ đề                                                                    | Thể loại                                 | Ghi chú                                                            |
| ------------------------------------------ | --------------------- | ------ | ------------ | --- | --------------------------------------------------------------------------------- | ---------------------------------------- | ------------------------------------------------------------------ |
| 19 tháng 11 - 21 tháng 12                  | Định mệnh trùng phùng | 33     | Thiên Nam An | Đặng Minh Quang (đạo diễn); Đặng Thu Thảo, Huỳnh Đông, Trung Dũng, Khánh Huyền, Thành Đạt, Lâm Hải Sơn, Mỹ Dung, Sỹ Toàn, Ngọc Hùng, Bùi Văn Hải, Nguyễn Hậu, Quốc Tân... |                                                                                   |                                          | Phát sóng 12:00-12:45 hằng ngày trên kênh VTV8. Sản xuất năm 2014. |
| 26 tháng 12 năm 2018 - 19 tháng 2 năm 2019 | Tơ duyên              | 35     | Quốc Minh    | Dương Nam Quan (đạo diễn); Thảo Ngân, Đặng Thanh (kịch bản); Quý Bình, Huỳnh Đông, Cao Thái Hà, Lê Bình, Ngân Quỳnh, Mai Bảo Ngọc, Mã Trung, Trần Kim Lợi, Thanh Thức, Nguyễn Sơn, Kiều Trinh, Sơn Hải, Ngọc Hùng, Quốc Tân, Trần Quang Thái, Lê Bảo Cường, Kim Hương... Cameo: Anh Thư, Kiến An | Cứ bước đi Thể hiện: Đinh Tuấn Khanh Tình yêu vút bay Thể hiện: Phù Vạn Nam Hương | Nông thôn, khía cạnh cuộc sống, lãng mạn | Phát sóng 17:00-17:45 trên kênh VTV9. Sản xuất năm 2015.           |